# 3尉候補者課程
3尉候補者課程（さんいこうほしゃかてい）は、下記選考要件に当てはまる准尉・曹長が幹部自衛官に任官する為に履修する課程である。英称はSLC（Second Lieutenant Course・陸上自衛隊のみの呼称）。海上自衛隊における当該課程は幹部予定者課程、航空自衛隊においては3尉候補者課程（S)と言う。
海上自衛隊では非公式にCグループ幹部(C幹）と呼ばれることもある（Aグループは防大・一般大学出身幹部、Bグループは部内選抜試験合格者）。

## 概要
部隊勤務に熟練した准尉または曹長の中から試験によって選考され、陸上自衛隊においては各職種学校（一部は幹部候補生学校）、海上自衛隊および航空自衛隊においてはそれぞれ海上自衛隊幹部候補生学校・航空自衛隊幹部候補生学校において約12週の期間をもって小隊規模の運用に必要な知識および技能を修得する。教育終了と同時に3尉に任官し、主に小隊長等として勤務する。
本課程は部内幹候選抜試験に合格できなかった者に対し用意されている制度では必ずしもなく、中には3曹に任命された時から3尉候を目標とし2曹、1曹、曹長と経験を積み資格を得て受験する者もいる。部隊としては早く曹長に昇任した者、即ち優秀な曹を部内幹候よりも短い教育（短い分は豊富な実務経験によりカバー）で任官させ部隊の即戦力として活躍させようという期待ももっている。試験は1次試験（筆記）と2次試験（口述）に分かれる。

## 選考要件および人事管理
- 入校の時点で36歳以上50歳未満[2]の准尉または曹長。
- 熟練下士官からの叩き上げであるため期待階級は基本的に2尉までとなっているが、陸上自衛隊では1等陸尉へ昇任し、本部・司令部・総監部の幕僚として勤務する隊員もわずかながら存在する。
- 「陸上自衛隊の教育訓練に関する訓令」では幹部上級課程（AOC）までが陸自幹部の必修課程とあるが、SLC幹部についてはこの限りではないため、2等陸尉に昇任しても全員は入校しないが、修了者は中隊長等の指揮官に上番する者もいる。